# Ahlajärvi
Ahlajärvi är en sjö i kommunen Tavastehus i landskapet Egentliga Tavastland i Finland. Arean är 49 hektar och strandlinjen är 3,21 kilometer lång. Sjön  ingår i Kumo älvs huvudavrinningsområde.   Den ligger omkring 33 km väster om Tavastehus och omkring 120 km nordväst om Helsingfors. 